# Entomolog Polski
Entomolog Polski – pierwsze polskie czasopismo entomologiczne, wydawane przez Łódzkie Towarzystwo Entomologów w latach 1910-1911.